# Erica setosa
Erica setosa är en ljungväxtart som beskrevs av Friedrich Gottlieb Bartling. Erica setosa ingår i släktet klockljungssläktet, och familjen ljungväxter. Inga underarter finns listade i Catalogue of Life.